# Puchar Króla
Puchar Króla (hiszp. Copa del Rey) – cykliczne rozgrywki piłkarskie o charakterze pucharu krajowego w Hiszpanii. Organizowane co sezon przez Królewski Hiszpański Związek Piłki Nożnej (RFEF) i przeznaczone są dla krajowych klubów piłkarskich. Triumfator danej edycji Pucharu zyskuje prawo reprezentowania swego kraju w następnej edycji Ligi Europy, w przypadku niezakwalifikowania się do Ligi Mistrzów.

## Historia[4]
Rozgrywki te, rozgrywane są od 1902 corocznie. W pierwszej edycji jako Copa de la Coronación, w latach 1903–1904 nosiły nazwę Copa del Ayuntamiento de Madrid (Puchar Madryckiego Ratusza), w latach 1905–1932 Copa de Su Majestad El Rey Alfonso XIII (Puchar Jego Wysokości Króla Alfonsa XIII). W okresie Republiki, w latach 1932–1936 Copa de España lub Copa de Su Excelencia el Presidente de la República (w okresie wojny domowej na terenach zajętych przez republikanów rozegrano jeden raz w 1937 roku Copa de la España Libre), zaś w latach 1939–1976 Copa del Generalísimo lub Copa de Su Excelencia el Generalísimo. Od 1977 nazwane zostały Copa del Rey, po polsku Puchar Króla.
Najwięcej razy Puchar Króla zdobyła FC Barcelona (32 razy), drugi jest Athletic Bilbao (24 razy), a trzeci Real Madryt (20 razy).

## Format[2]
W rozgrywkach uczestniczy 126 klubów występujących w Mistrzostwach Hiszpanii. Obecnie wszystkie rywalizacje od rundy wstępnej do finału rozgrywane są w jednym meczu (oprócz półfinału, który grany systemem dwumeczu – mecz i rewanż). Zwycięzca kwalifikuje się do dalszych gier, a pokonany odpada z rywalizacji. W wypadku kiedy w regulaminowym czasie gry padł remis zarządza się dogrywkę, a jeśli i ona nie przyniosła rozstrzygnięcia, to dyktowane są rzuty karne. Od sezonu 2019/20 rozgrywki składają się z 8 etapów: rundy wstępnej eliminacyjnej, rundy pierwszej i drugiej, 1/16 finału, 1/8 finału, ćwierćfinałów, półfinałów i finału. Mecz finałowy rozgrywany jest na różnych obiektach.

## Zwycięzcy i finaliści[12]
| Sezon                                                                    | K               | K                                                | T  | Zwycięzca           | Wynik            | Finalista              | Data, miejsce                                                | Br. | Król strzelców                                                           | Uwagi                                 |
| Puchar Koronacyjny (hiszp. Copa de la Coronación)                        |                 |                                                  |    |                     |                  |                        |                                                              |     |                                                                          |                                       |
| 1902                                                                     |                 |                                                  | 1  | Bizcaya Bilbao      | 2:1              | FC Barcelona           | 15.05.1902, Hipódromo de Madrid, Madryt                      |     |                                                                          | 5 klubów                              |
| Puchar Króla (hiszp. Copa del Rey)                                       |                 |                                                  |    |                     |                  |                        |                                                              |     |                                                                          |                                       |
| 1903                                                                     |                 |                                                  | 1  | Athletic Bilbao     | 3:2              | Madrid FC              | 8.04.1903, Hipódromo de Madrid, Madryt                       | 2   | Juan de Astorquia, Armando Giralt, Alejandro de la Sota                  | 3 kluby                               |
| 1904                                                                     |                 |                                                  | 2  | Athletic Bilbao     | w.o.             | Español Madryt         | 26.03.1904, Tiro del Pichón, Madryt                          |     |                                                                          | 5 klubów, finał nie rozegrano         |
| 1905                                                                     |                 |                                                  | 1  | Madrid FC           | 1:0              | Athletic Bilbao        | 18.04.1905, Tiro del Pichón, Madryt                          | 2   | Antonio Alonso, Manuel Prast                                             | 3 kluby                               |
| 1906                                                                     |                 |                                                  | 2  | Madrid FC           | 4:1              | Athletic Bilbao        | 10.04.1906, Hipódromo de Madrid, Madryt                      | 4   | Manuel Prast                                                             | 3 kluby                               |
| 1907                                                                     |                 |                                                  | 3  | Madrid FC           | 1:0              | Bizcaya Bilbao         | 30.03.1907, Hipódromo de Madrid, Madryt, 6.000               | 5   | Antonio Sánchez Neyra                                                    | 5 klubów                              |
| 1908                                                                     |                 |                                                  | 4  | Madrid FC           | 2:1              | Vigo Sporting          | 12.04.1908, Estadio de O’Donnell, Madryt, 4.000              | 1   | Antonio Sánchez Neyra, A. Posada, Federico Revuelto                      | 2 kluby                               |
| 1909                                                                     |                 |                                                  | 1  | Club Ciclista       | 3:1              | Español Madryt         | 8.04.1909, Estadio de O’Donnell, Madryt                      | 6   | G. MacGuinness                                                           | 5 klubów                              |
| 1910 UECF                                                                |                 |                                                  | 3  | Athletic Bilbao     | 1:0              | Vasconia Sporting Club | 20.03.1910, Estadio Ondarreta, San Sebastián                 | 2   | Remigio Iza, G. MacGuinness                                              | 3 kluby                               |
| 1910 FEF                                                                 |                 |                                                  | 1  | FC Barcelona        | 3:2              | Español Madryt         | 26.05.1910, Tiro del Pichón, Madryt                          | 2   | Vicente Álvarez Buylla, Carlos Comamala, José Rodriguez, Charlie Wallace | 3 kluby                               |
| 1911                                                                     |                 |                                                  | 4  | Athletic Bilbao     | 3:1              | Español Barcelona      | 15.04.1911, Estadio Jolaseta, Getxo                          |     |                                                                          | 11 klubów                             |
| 1912                                                                     |                 |                                                  | 2  | FC Barcelona        | 2:0              | Gimnástica Española    | 7.04.1912, Camp del Carrer Indústria, Barcelona              |     |                                                                          | 4 kluby                               |
| 1913 UECF                                                                |                 |                                                  | 3  | FC Barcelona        | 2:2              | Real Sociedad          | 16.03.1913, Camp del Carrer Indústria, Barcelona             | 2   | Apolinario Rodríguez                                                     | 2 klubów                              |
| 1913 UECF                                                                | 0:0 (rewanż)    | 17.03.1913, Camp del Carrer Indústria, Barcelona | 3  | FC Barcelona        |                  | Real Sociedad          |                                                              | 2   | Apolinario Rodríguez                                                     | 2 klubów                              |
| 1913 UECF                                                                | 23.03.1913,     | 2:1 (powt.)                                      | 3  | FC Barcelona        |                  | Real Sociedad          |                                                              | 2   | Apolinario Rodríguez                                                     | 2 klubów                              |
| 1913 FEF                                                                 |                 |                                                  | 1  | Rácing de Irún      | 2:2 pd.          | Athletic Bilbao        | 22.03.1913, Estadio de O’Donnell, Madryt                     |     |                                                                          | 5 klubów                              |
| 1913 FEF                                                                 | 1:0 (powt.)     | 23.03.1913, Estadio de O’Donnell, Madryt         | 1  | Rácing de Irún      |                  | Athletic Bilbao        |                                                              |     |                                                                          | 5 klubów                              |
| 1914                                                                     |                 |                                                  | 5  | Athletic Bilbao     | 2:1              | FC Espanya             | 10.05.1914, Estadio Amute, Irun                              |     |                                                                          | 4 kluby                               |
| 1915                                                                     |                 |                                                  | 6  | Athletic Bilbao     | 5:0              | Español Barcelona      | 2.05.1915, Estadio Amute, Irun, 5.000                        | 6   | Félix Zubizarreta                                                        | 4 kluby                               |
| 1916                                                                     |                 |                                                  | 7  | Athletic Bilbao     | 4:0              | Madrid FC              | 7.05.1916, Camp del Carrer Indústria, Barcelona, 6.000       | 6   | Santiago Bernabéu                                                        | 3 kluby                               |
| 1917                                                                     |                 |                                                  | 5  | Madrid FC           | 0:0 pd.          | Arenas Getxo           | 13.05.1917, Camp del Carrer Indústria, Barcelona, 2.500      | 7   | Santiago Bernabéu                                                        | 6 klubów                              |
| 1917                                                                     | 2:1 (powt.)     | 15.05.1917, Camp del Carrer Indústria, Barcelona | 5  | Madrid FC           |                  | Arenas Getxo           |                                                              | 7   | Santiago Bernabéu                                                        | 6 klubów                              |
| 1918                                                                     |                 |                                                  | 2  | Real Unión Irún     | 2:0              | Madrid FC              | 12.05.1918, Estadio de O’Donnell, Madryt                     | 4   | Santiago Bernabéu, Manuel Posada                                         | 6 klubów                              |
| 1919                                                                     |                 |                                                  | 1  | Arenas Getxo        | 5:2 pd.          | FC Barcelona           | 18.05.1919, Estadio del Paseo Martínez Campos, Madryt        |     |                                                                          | 8 klubów                              |
| 1919/20                                                                  |                 |                                                  | 4  | FC Barcelona        | 2:0              | Athletic Bilbao        | 2.05.1920, Estadio El Molinón, Gijón, 10.000                 | 7   | José Mari                                                                | 6 klubów                              |
| 1921                                                                     |                 |                                                  | 8  | Athletic Bilbao     | 4:1              | Atlético Madryt        | 8.05.1921, Estadio San Mamés, Bilbao, 15.000                 | 4   | Patricio Arabolaza, Rodríguez, Monchín Triana                            | 8 klubów                              |
| 1922                                                                     |                 |                                                  | 5  | FC Barcelona        | 5:1              | Real Unión Irún        | 14.05.1922, Estadio de Coia, Vigo, 12.000                    | 8   | Paulino Alcántara, Juanito Monjardín                                     | 8 klubów                              |
| 1923                                                                     |                 |                                                  | 9  | Athletic Bilbao     | 1:0              | Europa Barcelona       | 13.05.1923, Camp de Les Corts, Barcelona, 30.000             | 4   | Manuel Cros                                                              | 8 klubów                              |
| 1924                                                                     |                 |                                                  | 3  | Real Unión Irún     | 1:0              | Real Madryt            | 4.05.1924, Estadio de Atocha, San Sebastián                  |     |                                                                          | 10 klubów                             |
| 1925                                                                     |                 |                                                  | 6  | FC Barcelona        | 2:0              | Arenas Club de Getxo   | 10.05.1925, Estadio Reina Victoria, Sewilla, 6.000           |     |                                                                          | 11 klubów                             |
| 1926                                                                     |                 |                                                  | 7  | FC Barcelona        | 3:2 pd.          | Atlético Madryt        | 16.05.1926, Estadio Mestalla, Walencja, 17.000               |     |                                                                          | 24 kluby                              |
| 1927                                                                     |                 |                                                  | 4  | Real Unión Irún     | 1:0 pd.          | Arenas Getxo           | 15.05.1927, Estadio de Torrero, Saragossa, 16.000            |     |                                                                          | 26 klubów                             |
| 1928                                                                     |                 |                                                  | 8  | FC Barcelona        | 1:1 pd.          | Real Sociedad          | 20.05.1928, Estadio El Sardinero, Santander, 18.000          |     |                                                                          | 26 klubów                             |
| 1928                                                                     | 1:1 pd. (powt.) | 22.05.1928, Estadio El Sardinero, Santander      | 8  | FC Barcelona        |                  | Real Sociedad          |                                                              |     |                                                                          | 26 klubów                             |
| 1928                                                                     | 3:1 (powt.)     | 29.06.1928, Estadio El Sardinero, Santander      | 8  | FC Barcelona        |                  | Real Sociedad          |                                                              |     |                                                                          | 26 klubów                             |
| 1929                                                                     |                 |                                                  | 1  | Español Barcelona   | 2:1              | Real Madryt            | 3.02.1929, Estadio Mestalla, Walencja, 25.000                |     |                                                                          | 32 kluby                              |
| 1930                                                                     |                 |                                                  | 10 | Athletic Bilbao     | 3:2 pd.          | Real Madryt            | 1.06.1930, Estadi Montjuïc, Barcelona, 63.000                |     |                                                                          | 31 klub                               |
| 1931                                                                     |                 |                                                  | 11 | Athletic Bilbao     | 3:1              | Real Betis             | 21.06.1931, Estadio de Chamartín, Madryt, 20.000             |     |                                                                          | 30 klubów                             |
| 1932                                                                     |                 |                                                  | 12 | Athletic Bilbao     | 1:0              | FC Barcelona           | 19.06.1932, Estadio de Chamartín, Madryt, 25.000             |     |                                                                          | 28 klubów                             |
| Puchar Prezydenta Republiki (hiszp. Copa del Presidente de la República) |                 |                                                  |    |                     |                  |                        |                                                              |     |                                                                          |                                       |
| 1933                                                                     |                 |                                                  | 13 | Athletic Bilbao     | 2:1              | Madrid FC              | 25.06.1933, Estadi Montjuïc, Barcelona, 60.000               |     |                                                                          | 32 kluby                              |
| 1933/34                                                                  |                 |                                                  | 6  | Madrid FC           | 2:1              | Valencia CF            | 6.05.1934, Estadi Montjuïc, Barcelona, 46.000                | 11  | Jose Vilanova                                                            | 28 klubów                             |
| 1935                                                                     |                 |                                                  | 1  | Sevilla FC          | 3:0              | CE Sabadell            | 30.06.1935, Estadio de Chamartín, Madryt, 15.000             |     |                                                                          | 50 klubów                             |
| 1936                                                                     |                 |                                                  | 7  | Madrid FC           | 2:1              | FC Barcelona           | 21.06.1936, Estadio Mestalla, Walencja, 22.000               |     |                                                                          | 43 kluby                              |
| 1937-1938                                                                |                 |                                                  |    |                     |                  |                        |                                                              |     |                                                                          | nie rozgrywano z powodu wojny domowej |
| Puchar Generalissimusa (hiszp. Copa del Generalísimo)                    |                 |                                                  |    |                     |                  |                        |                                                              |     |                                                                          |                                       |
| 1939                                                                     |                 |                                                  | 2  | Sevilla FC          | 6:2              | Racing de Ferrol       | 25.06.1939, Estadi Montjuïc, Barcelona, 60.000               |     |                                                                          | 14 klubów                             |
| 1940                                                                     |                 |                                                  | 2  | Español Barcelona   | 3:2 pd.          | Real Madryt            | 30.06.1940, Estadio de Vallecas, Madryt, 20.000              |     |                                                                          | 31 klubów                             |
| 1941                                                                     |                 |                                                  | 1  | Valencia CF         | 3:1              | Español Barcelona      | 29.06.1941, Estadio de Chamartín, Madryt, 23.000             |     |                                                                          | 42 kluby                              |
| 1942                                                                     |                 |                                                  | 9  | CF Barcelona        | 4:3 pd.          | Atlético Bilbao        | 21.06.1942, Estadio de Chamartín, Madryt, 30.000             |     |                                                                          | 32 kluby                              |
| 1943                                                                     |                 |                                                  | 14 | Atlético Bilbao     | 1:0 pd.          | Real Madryt            | 20.06.1943, Estadio Metropolitano de Madrid, Madryt, 50.000  |     |                                                                          | 32 kluby                              |
| 1944                                                                     |                 |                                                  | 15 | Atlético Bilbao     | 2:0              | Valencia CF            | 25.06.1944, Estadi Montjuïc, Barcelona, 65.000               |     |                                                                          | 113 klubów                            |
| 1944/45                                                                  |                 |                                                  | 16 | Atlético Bilbao     | 3:2              | Valencia CF            | 24.06.1945, Estadi Montjuïc, Barcelona, 55.000               |     |                                                                          | 28 klubów                             |
| 1946                                                                     |                 |                                                  | 8  | Real Madryt         | 3:1              | Valencia CF            | 9.06.1946, Estadi Montjuïc, Barcelona, 60.000                |     |                                                                          | 28 klubów                             |
| 1947                                                                     |                 |                                                  | 9  | Real Madryt         | 2:0 pd.          | Español Barcelona      | 22.06.1947, Estadio Riazor, A Coruña, 30.000                 |     |                                                                          | 28 klubów                             |
| 1947/48                                                                  |                 |                                                  | 3  | Sevilla FC          | 4:1              | Celta Vigo             | 4.07.1948, Nuevo Estadio Chamartín, Madryt, 55.000           |     |                                                                          | 140 klubów                            |
| 1948/49                                                                  |                 |                                                  | 2  | Valencia CF         | 1:0              | Atlético Bilbao        | 29.05.1949, Nuevo Estadio Chamartín, Madryt, 70.000          |     |                                                                          | 112 klubów                            |
| 1949/50                                                                  |                 |                                                  | 17 | Atlético Bilbao     | 4:1 pd.          | Real Valladolid        | 28.05.1950, Nuevo Estadio Chamartín, Madryt, 80.000          |     |                                                                          | 46 klubów                             |
| 1951                                                                     |                 |                                                  | 10 | CF Barcelona        | 3:0              | Real Sociedad          | 27.05.1951, Nuevo Estadio Chamartín, Madryt, 75.000          | 8   | Telmo Zarra                                                              | 14 klubów                             |
| 1952                                                                     |                 |                                                  | 11 | CF Barcelona        | 4:2 pd.          | Valencia CF            | 25.05.1952, Nuevo Estadio Chamartín, Madryt, 80.000          |     |                                                                          | 14 klubów                             |
| 1952/53                                                                  |                 |                                                  | 12 | CF Barcelona        | 2:1              | Atlético Bilbao        | 21.06.1953, Nuevo Estadio Chamartín, Madryt, 67.145          |     |                                                                          | 44 kluby                              |
| 1954                                                                     |                 |                                                  | 3  | Valencia CF         | 3:0              | CF Barcelona           | 20.06.1954, Nuevo Estadio Chamartín, Madryt, 110.000         |     |                                                                          | 14 klubów                             |
| 1955                                                                     |                 |                                                  | 18 | Atlético Bilbao     | 1:0              | Sevilla FC             | 5.06.1955, Estadio Santiago Bernabéu, Madryt, 100.000        |     |                                                                          | 14 klubów                             |
| 1956                                                                     |                 |                                                  | 19 | Atlético Bilbao     | 2:1              | Atlético Madryt        | 24.06.1956, Estadio Santiago Bernabéu, Madryt, 125.000       |     |                                                                          | 16 klubów                             |
| 1957                                                                     |                 |                                                  | 13 | CF Barcelona        | 1:0              | Español Barcelona      | 16.06.1957, Estadi Montjuïc, Barcelona, 75.000               |     |                                                                          | 16 klubów                             |
| 1958                                                                     |                 |                                                  | 20 | Atlético Bilbao     | 2:0              | Real Madryt            | 29.06.1958, Estadio Santiago Bernabéu, Madryt, 100.000       |     |                                                                          | 16 klubów                             |
| 1958/59                                                                  |                 |                                                  | 14 | CF Barcelona        | 4:1              | Granada CF             | 21.06.1959, Estadio Santiago Bernabéu, Madryt, 90.000        |     |                                                                          | 48 klubów                             |
| 1959/60                                                                  |                 |                                                  | 1  | Atlético Madryt     | 3:1              | Real Madryt            | 26.06.1960, Estadio Santiago Bernabéu, Madryt, 100.000       |     |                                                                          | 48 klubów                             |
| 1960/61                                                                  |                 |                                                  | 2  | Atlético Madryt     | 3:2              | Real Madryt            | 2.07.1961, Estadio Santiago Bernabéu, Madryt, 120.000        |     |                                                                          | 48 klubów                             |
| 1961/62                                                                  |                 |                                                  | 10 | Real Madryt         | 2:1              | Sevilla FC             | 8.07.1962, Estadio Santiago Bernabéu, Madryt, 90.000         |     |                                                                          | 48 klubów                             |
| 1962/63                                                                  |                 |                                                  | 15 | CF Barcelona        | 3:1              | Real Saragossa         | 23.06.1963, Camp Nou, Barcelona, 90.000                      |     |                                                                          | 45 klubów                             |
| 1963/64                                                                  |                 |                                                  | 1  | Real Saragossa      | 2:1              | Atlético Madryt        | 5.07.1964, Estadio Santiago Bernabéu, Madryt, 75.000         |     |                                                                          | 48 klubów                             |
| 1964/65                                                                  |                 |                                                  | 3  | Atlético Madryt     | 1:0              | Real Saragossa         | 4.07.1965, Estadio Santiago Bernabéu, Madryt, 90.000         |     |                                                                          | 48 klubów                             |
| 1965/66                                                                  |                 |                                                  | 2  | Real Saragossa      | 2:0              | Atlético Bilbao        | 29.05.1966, Estadio Santiago Bernabéu, Madryt, 95.000        |     |                                                                          | 48 klubów                             |
| 1966/67                                                                  |                 |                                                  | 4  | Valencia CF         | 2:1              | Atlético Bilbao        | 2.07.1967, Estadio Santiago Bernabéu, Madryt, 100.000        |     |                                                                          | 48 klubów                             |
| 1967/68                                                                  |                 |                                                  | 16 | CF Barcelona        | 1:0              | Real Madryt            | 11.07.1968, Estadio Vicente Calderón, Madryt, 100.000        |     |                                                                          | 48 klubów                             |
| 1969                                                                     |                 |                                                  | 21 | Atlético Bilbao     | 1:0              | Elche CF               | 15.06.1969, Estadio Santiago Bernabéu, Madryt, 120.000       |     |                                                                          | 16 klubów                             |
| 1969/70                                                                  |                 |                                                  | 11 | Real Madryt         | 3:1              | Valencia CF            | 28.06.1970, Camp Nou, Barcelona, 80.000                      |     |                                                                          | 162 kluby                             |
| 1970/71                                                                  |                 |                                                  | 17 | CF Barcelona        | 4:3 pd.          | Valencia CF            | 4.07.1971, Estadio Santiago Bernabéu, Madryt, 100.000        |     |                                                                          | 103 kluby                             |
| 1971/72                                                                  |                 |                                                  | 4  | Atlético Madryt     | 2:1              | Valencia CF            | 8.07.1972, Estadio Santiago Bernabéu, Madryt, 100.000        |     |                                                                          | 109 klubów                            |
| 1972/73                                                                  |                 |                                                  | 22 | Atlético Bilbao     | 2:0              | CD Castellón           | 29.06.1973, Estadio Vicente Calderón, Madryt, 64.200         |     |                                                                          | 112 klubów                            |
| 1973/74                                                                  |                 |                                                  | 12 | Real Madryt         | 4:0              | FC Barcelona           | 29.06.1974, Estadio Vicente Calderón, Madryt, 48.000         |     |                                                                          | 114 klubów                            |
| 1974/75                                                                  |                 |                                                  | 13 | Real Madryt         | 0:0 pd. (k. 4:3) | Atlético Madryt        | 5.07.1975, Estadio Vicente Calderón, Madryt, 60.000          |     |                                                                          | 114 klubów                            |
| 1975/76                                                                  |                 |                                                  | 5  | Atlético Madryt     | 1:0              | Real Saragossa         | 26.06.1976, Estadio Santiago Bernabéu, Madryt, 80.000        |     |                                                                          | 112 klubów                            |
| Puchar Króla (hiszp. Copa del Rey)                                       |                 |                                                  |    |                     |                  |                        |                                                              |     |                                                                          |                                       |
| 1976/77                                                                  |                 |                                                  | 1  | Real Betis          | 2:2 pd. (k. 8:7) | Athletic Bilbao        | 25.06.1977, Estadio Vicente Calderón, Madryt, 70.000         |     |                                                                          | 113 klubów                            |
| 1977/78                                                                  |                 |                                                  | 18 | FC Barcelona        | 3:1              | UD Las Palmas          | 19.04.1978, Estadio Santiago Bernabéu, Madryt, 60.000        |     |                                                                          | 174 kluby                             |
| 1978/79                                                                  |                 |                                                  | 5  | Valencia CF         | 2:0              | Real Madryt            | 30.06.1979, Estadio Vicente Calderón, Madryt, 70.000         |     |                                                                          | 156 klubów                            |
| 1979/80                                                                  |                 |                                                  | 14 | Real Madryt         | 6:1              | Real Madryt Castilla   | 4.06.1980, Estadio Santiago Bernabéu, Madryt, 65.000         |     |                                                                          | 226 klubów                            |
| 1980/81                                                                  |                 |                                                  | 19 | FC Barcelona        | 3:1              | Sporting Gijón         | 18.06.1981, Estadio Vicente Calderón, Madryt, 50.000         |     |                                                                          | 138 klubów                            |
| 1981/82                                                                  |                 |                                                  | 15 | Real Madryt         | 2:1              | Sporting Gijón         | 13.04.1982, Estadio José Zorrilla, Valladolid, 30.000        |     |                                                                          | 136 klubów                            |
| 1982/83                                                                  |                 |                                                  | 20 | FC Barcelona        | 2:1              | Real Madryt            | 4.06.1983, Estadio La Romareda, Saragossa, 35.000            |     |                                                                          | 135 klubów                            |
| 1983/84                                                                  |                 |                                                  | 23 | Athletic Bilbao     | 1:0              | FC Barcelona           | 5.05.1984, Estadio Santiago Bernabéu, Madryt, 100.000        |     |                                                                          | 136 klubów                            |
| 1984/85                                                                  |                 |                                                  | 6  | Atlético Madryt     | 2:1              | Athletic Bilbao        | 30.06.1985, Estadio Santiago Bernabéu, Madryt, 85.000        |     |                                                                          | 142 kluby                             |
| 1985/86                                                                  |                 |                                                  | 3  | Real Saragossa      | 1:0              | FC Barcelona           | 26.04.1986, Estadio Vicente Calderón, Madryt, 45.000         |     |                                                                          | 142 kluby                             |
| 1986/87                                                                  |                 |                                                  | 2  | Real Sociedad       | 2:2 pd. (k. 4:2) | Atlético Madryt        | 27.06.1987, Estadio La Romareda, Saragossa, 37.000           |     |                                                                          | 141 klub                              |
| 1987/88                                                                  |                 |                                                  | 21 | FC Barcelona        | 1:0              | Real Sociedad          | 30.03.1988, Estadio Santiago Bernabéu, Madryt, 70.000        |     |                                                                          | 154 kluby                             |
| 1988/89                                                                  |                 |                                                  | 16 | Real Madryt         | 1:0              | Real Valladolid        | 30.06.1989, Estadio Vicente Calderón, Madryt, 30.000         |     |                                                                          | 119 klubów                            |
| 1989/90                                                                  |                 |                                                  | 22 | FC Barcelona        | 2:0              | Real Madryt            | 5.04.1990, Estadio Luis Casanova, Walencja, 44.240           | 6   | John Aldridge                                                            | 44 kluby                              |
| 1990/91                                                                  |                 |                                                  | 7  | Atlético Madryt     | 1:0 pd.          | RCD Mallorca           | 29.06.1991, Estadio Santiago Bernabéu, Madryt, 60.000        |     |                                                                          | 211 klubów                            |
| 1991/92                                                                  |                 |                                                  | 8  | Atlético Madryt     | 2:0              | Real Madryt            | 27.06.1992, Estadio Santiago Bernabéu, Madryt, 70.000        | 8   | Anton Polster, Antonio José Rivera, Eduardo Rodríguez                    | 208 klubów                            |
| 1992/93                                                                  |                 |                                                  | 17 | Real Madryt         | 2:0              | Real Saragossa         | 26.06.1993, Estadio Luis Casanova, Walencja, 42.000          | 8   | Jan Urban                                                                | 205 klubów                            |
| 1993/94                                                                  |                 |                                                  | 4  | Real Saragossa      | 0:0 pd. (k. 5:4) | Celta Vigo             | 20.04.1994, Estadio Vicente Calderón, Madryt, 60.000         | 7   | Vladimir Gudelj, Coca                                                    | 160 klubów                            |
| 1994/95                                                                  |                 |                                                  | 1  | Deportivo La Coruña | 2:1              | Valencia CF            | 24.06.1995, Estadio Santiago Bernabéu, Madryt, 95.000        | 7   | Ljubosław Penew                                                          | 113 kluby                             |
| 1995/96                                                                  |                 |                                                  | 9  | Atlético Madryt     | 1:0 pd.          | FC Barcelona           | 10.04.1996, Estadio La Romareda, Saragossa, 37.000           | 7   | Milinko Pantić                                                           | 72 kluby                              |
| 1996/97                                                                  |                 |                                                  | 23 | FC Barcelona        | 3:2 pd.          | Real Betis             | 28.06.1997, Estadio Santiago Bernabéu, Madryt, 82.498        | 7   | Diego Klimowicz                                                          | 72 kluby                              |
| 1997/98                                                                  |                 |                                                  | 24 | FC Barcelona        | 1:1 pd. (k. 5:4) | RCD Mallorca           | 29.04.1998, Estadio Mestalla, Walencja, 54.000               | 8   | Rivaldo                                                                  | 66 klubów                             |
| 1998/99                                                                  |                 |                                                  | 6  | Valencia CF         | 3:0              | Atlético Madryt        | 26.06.1999, Estadio Olímpico, Sewilla, 45.000                | 8   | Claudio López                                                            | 68 klubów                             |
| 1999/00                                                                  |                 |                                                  | 3  | RCD Espanyol        | 2:1              | Atlético Madryt        | 27.05.2000, Estadio Mestalla, Walencja, 55.000               | 4   | Arenaza, Barata, Luis Cembranos, Gâlcă, Hasselbaink, Míchel, Yordi       | 55 klubów                             |
| 2000/01                                                                  |                 |                                                  | 5  | Real Saragossa      | 3:1              | Celta Vigo             | 30.06.2001, Estadio Olímpico, Sewilla, 38.000                | 6   | Salva Ballesta                                                           | 80 klubów                             |
| 2001/02                                                                  |                 |                                                  | 2  | Deportivo La Coruña | 2:1              | Real Madryt            | 6.03.2002, Estadio Santiago Bernabéu, Madryt, 75.000         | 6   | Guti, Raúl                                                               | 80 klubów                             |
| 2002/03                                                                  |                 |                                                  | 1  | RCD Mallorca        | 3:0              | Recreativo Huelva      | 28.06.2003, Estadio Manuel Martínez Valero, Elche, 35.000    | 8   | Javier Portillo                                                          | 81 klub                               |
| 2003/04                                                                  |                 |                                                  | 6  | Real Saragossa      | 3:2 pd.          | Real Madryt            | 17.03.2004, Estadi Olímpic Lluís Companys, Barcelona, 54.000 | 6   | Raúl                                                                     | 81 klub                               |
| 2004/05                                                                  |                 |                                                  | 2  | Real Betis          | 2:1 pd.          | CA Osasuna             | 11.06.2005, Estadio Vicente Calderón, Madryt, 55.000         | 5   | Alejandro, Aitor Huegún, Iñaki Muñoz                                     | 81 klub                               |
| 2005/06                                                                  |                 |                                                  | 4  | RCD Espanyol        | 4:1              | Real Saragossa         | 12.04.2006, Estadio Santiago Bernabéu, Madryt, 78.000        | 8   | Ewerthon                                                                 | 64 kluby                              |
| 2006/07                                                                  |                 |                                                  | 4  | Sevilla FC          | 1:0              | Getafe CF              | 23.06.2007, Estadio Santiago Bernabéu, Madryt, 80.000        | 7   | Javier Saviola                                                           | 83 kluby                              |
| 2007/08                                                                  |                 |                                                  | 7  | Valencia CF         | 3:1              | Getafe CF              | 16.04.2008, Estadio Vicente Calderón, Madryt, 54.000         | 6   | Migue                                                                    | 83 kluby                              |
| 2008/09                                                                  |                 |                                                  | 25 | FC Barcelona        | 4:1              | Athletic Bilbao        | 13.05.2009, Estadio Mestalla, Walencja, 50.000               | 7   | Luís Fabiano, Jorge Molina                                               | 83 kluby                              |
| 2009/10                                                                  |                 |                                                  | 5  | Sevilla FC          | 2:0              | Atlético Madryt        | 19.05.2010, Camp Nou, Barcelona, 93.000                      | 5   | Maxi Rodríguez                                                           | 83 kluby                              |
| 2010/11                                                                  |                 |                                                  | 18 | Real Madryt         | 1:0 pd.          | FC Barcelona           | 20.04.2011, Estadio Mestalla, Walencja, 55.000               | 7   | Cristiano Ronaldo, Lionel Messi                                          | 83 kluby                              |
| 2011/12                                                                  |                 |                                                  | 26 | FC Barcelona        | 3:0              | Athletic Bilbao        | 25.05.2012, Estadio Vicente Calderón, Madryt, 54.850         | 7   | Pablo Infante                                                            | 84 kluby                              |
| 2012/13                                                                  |                 |                                                  | 10 | Atlético Madryt     | 2:1 pd.          | Real Madryt            | 17.05.2013, Estadio Santiago Bernabéu, Madryt, 80.000        | 8   | Diego Costa                                                              | 83 kluby                              |
| 2013/14                                                                  |                 |                                                  | 19 | Real Madryt         | 2:1              | FC Barcelona           | 16.04.2014, Estadio Mestalla, Walencja, 52.953               | 5   | Lionel Messi                                                             | 83 kluby                              |
| 2014/15                                                                  |                 |                                                  | 27 | FC Barcelona        | 3:1              | Athletic Bilbao        | 30.05.2015, Camp Nou, Barcelona, 99.354                      | 7   | Neymar, Iago Aspas                                                       | 83 kluby                              |
| 2015/16                                                                  |                 |                                                  | 28 | FC Barcelona        | 2:0 pd.          | Sevilla FC             | 22.05.2016, Estadio Vicente Calderón, Madryt, 54.907         | 5   | Luis Suarez, Lionel Messi, Munir El Haddadi, Alvaro Negredo              | 83 kluby                              |
| 2016/17                                                                  |                 |                                                  | 29 | FC Barcelona        | 3:1              | Deportivo Alavés       | 27.05.2017, Estadio Vicente Calderón, Madryt, 45.000         | 5   | Wissam Ben Yedder, Lionel Messi                                          | 83 kluby                              |
| 2017/18                                                                  |                 |                                                  | 30 | FC Barcelona        | 5:0              | Sevilla FC             | 21.04.2018, Wanda Metropolitano, Madryt, 62.623              | 6   | Víctor Curto                                                             | 83 kluby                              |
| 2018/19                                                                  |                 |                                                  | 8  | Valencia CF         | 2:1              | FC Barcelona           | 25.05.2019, Estadio Benito Villamarín, Sewilla, 53.698       | 5   | Ángel, Karl Toko Ekambi                                                  | 83 kluby                              |
| 2019/20                                                                  |                 |                                                  | 3  | Real Sociedad       | 1:0              | Athletic Bilbao        | 3.04.2021, Estadio La Cartuja, Sewilla, 0                    | 7   | Alexander Isak                                                           | 125 klubów                            |
| 2020/21                                                                  |                 |                                                  | 31 | FC Barcelona        | 4:0              | Athletic Bilbao        | 17.04.2021, Estadio La Cartuja, Sewilla, 0                   | 5   | Sergio León                                                              | 126 klubów                            |
| 2021/22                                                                  |                 |                                                  | 3  | Real Betis          | 1:1 pd. (k. 6:5) | Valencia CF            | 23.04.2022, Estadio La Cartuja, Sewilla, 53 387              | 5   | Borja Iglesias                                                           | 126 klubów                            |
| 2022/23                                                                  |                 |                                                  | 20 | Real Madryt         | 2:1              | CA Osasuna             | 06.05.2023, Estadio La Cartuja, Sewilla, 55 579              | 5   | Kike                                                                     | 115 klubów                            |
| 2023/24                                                                  |                 |                                                  | 24 | Athletic Bilbao     | 1:1 pd. (k. 4:2) | RCD Mallorca           | 6.04.2024, Estadio La Cartuja, Sewilla                       | 6   | Anastasios Douvikas                                                      | 120 klubów                            |
| 2024/25                                                                  |                 |                                                  | 32 | FC Barcelona        | 3:2 pd.          | Real Madryt            | 26.04.2025, Estadio La Cartuja, Sewilla                      | 6   | Ferran Torres                                                            | 120 klubów                            |

Uwagi:
- Wytłuszczono nazwy zespołów, które w tym samym roku wywalczyły mistrzostwo Hiszpanii i zdobyły Puchar Króla.
- Kursywą oznaczono zespoły, które w meczu finałowym nie występowały w najwyższej klasie rozgrywkowej.
- Przekreśleniem oznaczono rozgrywki nieoficjalne.

## Statystyki

### Klasyfikacja według klubów
W dotychczasowej historii oficjalnych rozgrywek o Puchar Hiszpanii na podium oficjalnie stawało w sumie 35 drużyn. Liderem klasyfikacji jest FC Barcelona, która zdobyła 32 puchary.
Stan na 27.04.2025.
| Lp. | Klub                   | Zdobywca | Finalista    | Lata triumfów |    |    | |
| --- | ---------------------- | -------- | ------------ | --- | -- | -- | --- |
| Lp. | Klub                   | 1.       | FC Barcelona | Lata triumfów | 32 | 11 | 1910, 1912, 1913, 1920, 1922, 1925, 1926, 1928, 1942, 1951, 1952, 1952/53, 1957, 1958/59, 1962/63, 1967/68, 1970/71, 1977/78, 1980/81, 1982/83, 1987/88, 1989/90, 1996/97, 1997/98, 2008/09, 2011/12, 2014/15, 2015/16, 2016/17, 2017/18, 2020/21, 2024/25 |
| 2.  | Athletic Bilbao        | 24       | 16           | 1903, 1904, 1910, 1911, 1914, 1915, 1916, 1921, 1923, 1930, 1931, 1932, 1933, 1943, 1944, 1944/45, 1949/50, 1955, 1956, 1958, 1969, 1972/73, 1983/84, 2023/24 |    |    | |
| 3.  | Real Madryt            | 20       | 21           | 1905, 1906, 1907, 1908, 1917, 1934, 1936, 1946, 1947, 1961/62, 1969/70, 1973/74, 1974/75, 1979/80, 1981/82, 1988/89, 1992/93, 2010/11, 2013/14, 2022/23       |    |    | |
| 4.  | Atlético Madryt        | 10       | 9            | 1959/60, 1960/61, 1964/65, 1971/72, 1975/76, 1984/85, 1990/91, 1991/92, 1995/96, 2012/13                                                                      |    |    | |
| 5.  | Valencia CF            | 8        | 10           | 1941, 1948/49, 1954, 1966/67, 1978/79, 1998/99, 2007/08, 2018/19                                                                                              |    |    | |
| 6.  | Real Saragossa         | 6        | 5            | 1963/64, 1965/66, 1985/86, 1993/94, 2000/01, 2003/04 |    |    | |
| 7.  | Sevilla FC             | 5        | 4            | 1935, 1939, 1947/48, 2006/07, 2009/10 |    |    | |
| 8.  | RCD Espanyol           | 4        | 5            | 1929, 1940, 1999/00, 2005/06 |    |    | |
| 9.  | Real Unión Irún        | 4        | 1            | 1913, 1918, 1924, 1927 |    |    | |
| 10. | Real Sociedad          | 3        | 5            | 1909, 1986/87, 2019/20 |    |    | |
| 11. | Real Betis             | 3        | 2            | 1976/77, 2004/05, 2021/22 |    |    | |
| 12. | Deportivo La Coruña    | 2        | 0            | 1994/95, 2001/02 |    |    | |
| 13. | Arenas Getxo           | 1        | 3            | 1919 |    |    | |
| 13. | RCD Mallorca           | 1        | 3            | 2002/03 |    |    | |
| 15. | Celta Vigo             | 0        | 4            | |    |    | |
| 16. | Club Español Madryt    | 0        | 3            | |    |    | |
| 17. | Getafe CF              | 0        | 2            | |    |    | |
| 17. | Real Valladolid        | 0        | 2            | |    |    | |
| 17. | Sporting Gijón         | 0        | 2            | |    |    | |
| 17. | CA Osasuna             | 0        | 2            | |    |    | |
| 21. | Bizcaya                | 0        | 1            | |    |    | |
| 21. | CD Castellón           | 0        | 1            | |    |    | |
| 21. | Deportivo Alavés       | 0        | 1            | |    |    | |
| 21. | Elche CF               | 0        | 1            | |    |    | |
| 21. | FC Espanya Barcelona   | 0        | 1            | |    |    | |
| 21. | CE Europa              | 0        | 1            | |    |    | |
| 21. | Gimnástica Española    | 0        | 1            | |    |    | |
| 21. | Granada CF             | 0        | 1            | |    |    | |
| 21. | UD Las Palmas          | 0        | 1            | |    |    | |
| 21. | Racing de Ferrol       | 0        | 1            | |    |    | |
| 21. | Real Madryt Castilla   | 0        | 1            | |    |    | |
| 21. | Recreativo Huelva      | 0        | 1            | |    |    | |
| 21. | CE Sabadell            | 0        | 1            | |    |    | |
| 21. | Vasconia Sporting Club | 0        | 1            | |    |    | |

Uwaga:  W sezonie 1979/1980 Real Madryt zagrał z rezerwami swojego klubu, co zdarzyło się pierwszy raz w historii Pucharu Hiszpanii. Od sezonu 1990/91 rezerwy danego klubu nie mogą występować w pucharowych rozgrywkach.

### Klasyfikacja według miast
Siedziby klubów: Stan na 27.04.2025.
| Miasto        | Liczba tytułów | Drużyny                                |
| ------------- | -------------- | -------------------------------------- |
| Barcelona     | 36             | FC Barcelona (32), RCD Espanyol (4)    |
| Madryt        | 30             | Real Madryt (20), Atlético Madryt (10) |
| Bilbao        | 24             | Athletic Bilbao (24)                   |
| Walencja      | 8              | Valencia CF (8)                        |
| Sewilla       | 8              | Sevilla FC (5), Betis Sewilla (3)      |
| Saragossa     | 6              | Real Saragossa (6)                     |
| Irun          | 4              | Real Unión (4)                         |
| San Sebastián | 3              | Real Sociedad (3)                      |
| A Coruña      | 2              | Deportivo La Coruña (2)                |
| Getxo         | 1              | Arenas Getxo (1)                       |
| Palma         | 1              | RCD Mallorca (1)                       |

## Prawa telewizyjne w Polsce
Najważniejsze mecze Pucharu Króla są transmitowane w Polsce na kanale TVP Sport. Spotkania można oglądać także w Internecie w serwisie sport.tvp.pl